# Phare de Boulogne-sur-Mer
Le phare de Boulogne-sur-Mer, dans le Pas-de-Calais, est un phare classé « phare en mer » (le seul de la région) se trouvant en bout de la jetée Carnot sur des anciennes fortifications. La tour cylindrique est en maçonnerie lisse blanche, et verte en son sommet.
Il est accessible au public (mais non visitable), en tenant bien compte de l'horaire des marées. Il est aussi déconseillé de s'y rendre par grand vent, mais le paysage y est exceptionnel.

## Historique
Il existait un phare antique, la Turris Ardens, Turris Ordens, Turris Ordinis ou Farus Odraus.
Cette tour fut érigée sur ordre de l'empereur romain Caligula en l'an 39 apr. J.-C., après qu'il eut renoncé à envahir l'Angleterre. Ses feux devaient briller toutes les nuits comme à Alexandrie. À partir de 39 apr. J.-C., la côte de Boulogne-sur-Mer est donc éclairée par l'un des premiers phares au monde avec la Tour de Pharos à Alexandrie.
La tour ne se trouvait pas à la place du phare actuel, mais sur la falaise, à l'emplacement de l'actuel Calvaire des Marins. Haute de 60 mètres, hauteur remarquable pour l'époque, elle était de forme pyramidale sur plan octogonal et comportait 13 niveaux. Elle était faite de rangs alternés de pierres et de briques.
Charlemagne la restaure en 811.
En 1544 les Anglais l'entourent d'un fort en brique avec quatre bastions d'angle.
Dénommée par la suite tour d'Ordre, tour d'Odre, ou tour Caligula, l'érosion et le manque d'entretien ont eu raison du bâtiment antique, qui s'est écroulé le 24 juillet 1644 à la suite d'un éboulement de la falaise provoqué par une carrière située au niveau de ses fondations. La tour fut par la suite progressivement détruite jusqu'au XXe siècle.
Des vestiges seront visibles jusqu'en 1930. Elle a marqué des siècles durant l'entrée du port de Boulogne.
Le phare actuel a été automatisé en 1968.